# Galindo III d'Aragona
Galindo Aznárez (Galindo anche in spagnolo, in aragonese, in galiziano e in portoghese, Galí in catalano; nella seconda la metà del IX secolo – 923) fu il terzo conte d'Aragona (893 – 923).

## Origine
Galindo, secondo il codice di Roda, era il figlio maschio primogenito del conte d'Aragona, Aznar II Galindez e di Oneca Garcés, figlia del re di Pamplona García I Íñiguez della famiglia degli Arista, e della moglie, come riporta il Codice di Roda, che non nomina la madre, ma che nelle note, la nomina Urraca, che secondo alcune fonti, tra cui lo storico, Jaime de Salazar y Acha, era la figlia di Musà ibn Musà ibn Fortún, il capofamiglia dei Banu Qasi. Ma secondo altre fonti era di stirpe reale: Rodrigo Ximénez de Rada, vescovo di Toledo e storico, scrisse che García sposò "Urracam, de Regio semine". Lo storico genealogista basco, Jean de Jaurgain (1842–1920), nel suo la Vasconie interpretò la frase (Urracam, de Regio semine), nel senso che anche Urraca discendeva dalla stirpe ducale di Guascogna ed era figlia di Sancho II.

Aznar II Galindez, sempre secondo il codice di Roda, era figlio del conte d'Aragona, Urgell, Cerdagna, Pallars (attualmente divisa nelle due comarche di Pallars Jussà e Pallars Sobirà) e Ribagorza, Galindo II Aznarez, e della moglie di cui non si conosce il nome, che secondo alcuni era Guldreguda, di cui non si conoscono gli ascendenti.

## Biografia

La marca di Spagna all'inizio del X secolo; la contea d'Aragona pur essendo indipendente è sotto l'influenza dei Banu Qasi.

Secondo il codice di Roda, Galindo, negli ultimi anni del IX secolo, aveva sposato Arcibella di Guascogna, figlia di Garcia II di Guascogna e di Amuna di Bordedaux o Aimena di Perigord.
Alla morte del padre, nell'893, gli subentrò nel titolo di conte di Aragona, e, assieme al  re di Pamplona, Fortunato Garcés, secondo il documento nº 7 del Cartulario de San Juan de la Peña, volume I, vengono stabiliti i confini del monastero di San Giuliano e Santa Basilisa de Navasal, riportato anche dalla Historia de Aragón 1989. T. VI, Orígenes de Aragón.
Allontanatosi dalla stretta alleanza con la famiglia Aristache regnava su Pamplona, perseguì una politica di completa indipendenza dalla famiglia dei Banu Qasi, che dominavano la regione.
Nel 905, Galindo III appoggio il cambio di dinastia nel vicino regno di Pamplona (dalla dinastia Arista a quella Jimena) perché più in sintonia con la politica della contea di Aragona, attuata da Galindo III.

Nel 905, Alfonso III delle Asturie ed il suo alleato, il Conte di Ribagorza e di Pallars, Raimondo I, organizzarono la deposizione del re di Pamplona e suocero di Alfonso, Fortunato Garcés, che, aveva stabilito buoni rapporti con i Banu Qasi di Saragozza, contro la volontà di Alfonso) e con un colpo di Stato, lo sostituirono con Sancho I Garcés, che secondo Évariste Lévi-Provençal, avvenne senza brutalità, essendo le due dinastie legate da rapporti di parentela.
Secondo il codice di Roda, probabilmente, in quello stesso anno, Galindo III si risposò, in seconde nozze, con Sancha Garcés di Pamplona, figlia del co-regnante e co-reggente di Navarra Garcia II di Navarra.
Secondo il documento nº 11 del Cartulario de San Juan de la Peña, volume I, datato 920, Galindo III stabilì i confini del Monastero di San Martín de Cercito.
Galindo III morì, nel 923, lasciando il titolo di contessa di Aragona alla figlia Andregoto Galíndez, ma il re di Pamplona, Sancho I Garcés, che era stato il marito di sua sorella, Urraca, occupò la contea d'Aragona, ignorando il diritto di successione, non solo di Andregoto, ma anche degli altri pretendenti, tra cui il governatore musulmano di Huesca, al-Tawīl, sposato con un'altra sorella del conte, Galindo III, Sancha. Le tensioni cessarono quando il figlio di Sancho I Garcés, García fu promesso in sposo ad Andregoto, come riporta La web de las biografias, un bambino di circa quattro anni, unendo la contea al regno di Navarra.
Per oltre cento anni, la contea d'Aragona resterà unita al regno di Navarra.

## Discendenza
Galindo da Arcibella ebbe tre figli:
- Redumptus Galíndez d'Aragona, vescovo[8];
- Miró Galíndez d'Aragona[8];
- Toda Galíndez d'Aragona, che sposò il Conte di Ribagorza, Bernardo I[8].

Galindo da Sancha ebbe due o tre figli:
- Aznar Galíndez d'Aragona[17];
- Andregoto Galíndez d'Aragona, (ca. 910-972)[8], contessa d'Aragona, sposò nel 933 il re di Navarra Garcia I (919-970) e fu ripudiata, nel 940[18]. Il califfo, Abd al-Rahman III, dopo la cocente sconfitta dell'anno prima (939, Battaglia di Simancas), intervenne sul re di Pamplona affinché ripudiasse la moglie, la contessa d'Aragona, Andregoto Galíndez, per non avere troppo stretti legami tra i vari regni e contee cristiane[19].
- Velasquita Galíndez d'Aragona[8], che sposò Íñigo López de Estigi y Ciligueta[20].

Galindo ebbe anche cinque figli illegittimi da diverse amanti.

## Ascendenza
|                       |                        |                      | Genitori     |  |  | Nonni |  |  | Bisnonni        |  |  | Trisnonni      |  |
|                       |                        |                      |              |  |  |       |  |  | Jimeno I Garcés |  |  | Galindo Garcés |  |
|                       |                        |                      |              |  |  |       |  |  | Jimeno I Garcés |  |  | Galindo Garcés |  |
|                       |                        | Guldegrut            |              |  |  |       |  |  | Jimeno I Garcés |  |  |                |  |
| Galindo II d'Aragona  |                        |                      |              |  |  |       |  |  | Jimeno I Garcés |  |  |                |  |
|                       |                        | Eneca Garcés         | Garcia Eneco |  |  |       |  |  |                 |  |  |                |  |
|                       |                        | Eneca Garcés         | Garcia Eneco |  |  |       |  |  |                 |  |  |                |  |
|                       |                        | Eneca Garcés         | …            |  |  |       |  |  |                 |  |  |                |  |
| Aznar II              |                        | Eneca Garcés         |              |  |  |       |  |  |                 |  |  |                |  |
|                       |                        | …                    | …            |  |  |       |  |  |                 |  |  |                |  |
|                       |                        | …                    | …            |  |  |       |  |  |                 |  |  |                |  |
|                       |                        | …                    | …            |  |  |       |  |  |                 |  |  |                |  |
| Guldreguda            |                        | …                    |              |  |  |       |  |  |                 |  |  |                |  |
|                       |                        | …                    | …            |  |  |       |  |  |                 |  |  |                |  |
|                       |                        | …                    | …            |  |  |       |  |  |                 |  |  |                |  |
|                       |                        | …                    | …            |  |  |       |  |  |                 |  |  |                |  |
| Galindo III d'Aragona |                        | …                    |              |  |  |       |  |  |                 |  |  |                |  |
|                       | Íñigo I Íñiguez Arista | Íñigo Jiménez Arista |              |  |  |       |  |  |                 |  |  |                |  |
|                       | Íñigo I Íñiguez Arista | Íñigo Jiménez Arista |              |  |  |       |  |  |                 |  |  |                |  |
|                       | Íñigo I Íñiguez Arista | …                    |              |  |  |       |  |  |                 |  |  |                |  |
| García I Íñiguez      | Íñigo I Íñiguez Arista |                      |              |  |  |       |  |  |                 |  |  |                |  |
|                       |                        | …                    | …            |  |  |       |  |  |                 |  |  |                |  |
|                       |                        | …                    | …            |  |  |       |  |  |                 |  |  |                |  |
|                       |                        | …                    | …            |  |  |       |  |  |                 |  |  |                |  |
| Oneca di Pamplona     |                        | …                    |              |  |  |       |  |  |                 |  |  |                |  |
|                       |                        | …                    | …            |  |  |       |  |  |                 |  |  |                |  |
|                       |                        | …                    | …            |  |  |       |  |  |                 |  |  |                |  |
|                       |                        | …                    | …            |  |  |       |  |  |                 |  |  |                |  |
| Urraca                |                        | …                    |              |  |  |       |  |  |                 |  |  |                |  |
|                       |                        | …                    | …            |  |  |       |  |  |                 |  |  |                |  |
|                       |                        | …                    | …            |  |  |       |  |  |                 |  |  |                |  |
|                       |                        | …                    | …            |  |  |       |  |  |                 |  |  |                |  |
|                       |                        | …                    |              |  |  |       |  |  |                 |  |  |                |  |

### Fonti primarie
- (LA)  Textos navarros del Códice de Roda Archiviato il 31 gennaio 2021 in Internet Archive..
- (ES)  CRONICA DE SAN JUAN DE LA PEÑA.
- (LA)  #ES Cartulario de San Juan de la Peña I.

### Letteratura storiografica
- Rafael Altamira, Il califfato occidentale, "Storia del mondo medievale", vol. II, 1999, pp. 477–515
- (FR)  #ES La Vasconie.
- (ES)  #ES Historia de Aragón 1989.
- (FR)  #ES Du nouveau sur le royaume de Pampelune au IXe siècle.